# DakotaDome
O DakotaDome é um estádio localizado em Vermillion, Dakota do Sul, Estados Unidos, possui capacidade total para 10.000 pessoas, é a casa do time de futebol americano universitário South Dakota Coyotes da Universidade da Dakota do Sul. O estádio foi inaugurado em 1979 e é totalmente coberto.